# Christian Lauba
Christian Lauba (Sfax, 26 luglio 1952) è un compositore francese.

## Biografia
Con la sua famiglia si trasferisce a Bordeaux, dove effettua studi linguistici presso l'Università e studia composizione nella classe di Michel Fusté-Lambezat, dove ottiene il primo premio di Composizione. Nel 1983 ottiene il Primo Premio della SACEM e nel 1993 viene nominato Docente di Analisi al Conservatorio Regionale di Bordeaux. Molto presto incontra il sassofonista Jean-Marie Londeix, per il quale compone diverse opere. Nel 1994 ottiene il Primo Premio del Concorso internazionale di Composizione di Berlino. È nominato nel 1996 Presidente della Giuria nel prestigioso Concorso di Composizione Gaudéamus, e tiene conferenze nelle accademie e nei conservatori di tutto il mondo.
Le sue opere sono eseguite nei teatri La Scala di Milano, il Concertgebouw di Amsterdam, la Carnegie Hall, la Julliard di New York e da formazioni come i quartetti Quatuor Diotima, Quatuor Casals, Quatuor Belcea, gli ensemble Ensemble Court-Circuit, Ensemble Musique Nouvelle, Ensemble Ictus, Ensemble à vents néerlandais, Percussions de Strasbourg, dalle orchestre Orchestre National Bordeaux Aquitaine, Orchestre de Mulhouse, Orchestre de la MDR de Leipzig, Orchestre Poitou-Charentes, Orchestre de Cannes, Orchestre Colonne, dall'Opera di Strasburgo, e da grandi solisti del calibro di Brigitte Engerer, Boris Berezovskij, Henri Demarquette, Jonas Vitaud, Richard Ducros, Juliette Hurel, Matthew Trusler, Florentino Calvo, Christia Hudziy, Arno Bornkamp, Claude Delangle, Olivier Sliepen, Douglas O'Connor, Michel Portal, Ivo Janssen, Richard Rimbert, Joel Versavaud.

## Opere
Ecco alcune delle opere più famose di Christian Lauba (paragrafo a parte avranno i Neuf études pour saxophone)
- "Hoggar" pour orchestre (1995)
- "Morphing" pour quatuor à cordes (1999)
- "Blue Raï" pour violoncelle seul (5 études pour violoncelle contemporain)
- "Kwintus" pour violon (2000)
- "Blue Stream" pour piano (2000)
- "La forêt perdue" pour ensemble de 12 saxophones (1983)
- "Adria" pour 2 saxophones alto (1985)
- "Hard" pour saxophone ténor solo (1988)
- "Rituels" pour clarinette en Si♭ (1989)
- "Erg" pour ensemble à vent, harpe, piano et contrebasse (1990)
- "Brasil sem fim" pour piano (1990)
- "Sud" per sassofono contralto e pianoforte (1992)
- "Reflets" per quartetto di sassofoni
- "Dies Irae" per sassofono soprano e organo
- "Mutations Couleurs IV" per 12 sassofoni
- "Parcours" per 2 sassofoni e percussioni
- "Echos d'instants", per due trio a corde
- "Dream in a Bar", per sassofono baritono e percussioni
- "O Prazer", per sassofono tenore e sintetizzatore

## I Neuf études pour saxophones
Christian Lauba si avvicinò al sassofono soprattutto grazie al suo incontro con il docente e grande didatta Jean-Marie Londeix.
Si interessò soprattutto alla estrema malleabilità e ai limiti tuttora inesplorati della tecnica e delle possibilità della famiglia di questi strumenti. Da qui nascono i suoi Nove studi per sassofono che sono un capostipite della musica contemporanea solistica per sassofono. In ognuno di questi studi (che con il tempo da 9 sono diventati 15) Lauba approfondisce un determinato aspetto dello strumento, con risultati spettacolari ed estremamente interessanti.
Il primo quaderno dei nove studi è dedicato al sassofono contralto.
Nel primo studio, "Balafon",Lauba si ispira alla musica africana (il balafon per l'appunto è uno strumento africano a percussione) basandosi nel contempo su una tecnica molto particolare del sassofono, la cosiddetta "respirazione circolare",tecnica che consiste nell'inspirazione durante la espirazione. Il risultato è una composizione di circa sei minuti di durata che parte con una atmosfera soffusa e delicata per concludere con un assolo di grande virtuosismo con elementi quali multifoni e slaps o colpo di lingua percussivo.
Il secondo studio, "Savane", durata 4 minuti circa, si basa sui multifonici per ottenere una melodia a incastro tra le doppie, triple voci e accordi che il sassofono solo crea tramite complesse diteggiature.
Il terzo studio "Sanza", è uno dei più difficili, anche questo basatosi sui multifonici però ne cambia diversi con passaggi tecnici complessi e inoltre complicati dal controllo del colpo di lingua.
Il quarto studio, "Jungle", è probabilmente il più celebre. Si basa sullo slap, inserendolo in un discorso legato con scale e arpeggi ad altissima velocità, con effetti davvero straordinari.
Nel secondo quaderno esplora le possibilità del sassofono tenore, con gli studi "Gyn" e "Vir",e del sassofono soprano, con lo studio "Tadj". In questa composizione Lauba usa nella prima parte come cellula ritmica la terzina con attacchi differenziati ed accenti ritmici sempre spostati, per poi concentrarsi sul virtuosismo tecnico che qui è davvero interessante.
Nel Terzo quaderno Lauba amplia la concezione di "Tadj" con lo studio "Ars" per due sassofoni soprano, in un duetto su attacchi differenziati e armonie raffinate.
Nel quarto Quaderno invece si approfondisce il discorso riguardante il sassofono baritono con lo studio "Bat", una combinazione tra multifonici e virtuosismo con un risultato sorprendente, considerando la poca letteratura per sassofono baritono.
Posteriormente Lauba compone anche lo Steady Study on a Boogie, ed altri sei studi che rientrano nel discorso dei nove precedenti.
Il primo è "Hard too Hard", decimo studio per sassofono tenore, focalizzato su multifonici, slap, e virtuosismo digitale, ispirato dalla composizione "Hard"(opera per sax tenore commissionata da Jean-Michel Goury, omaggio alla musica di James Brown).
Il secondo è "Stan", dedicato al sassofonista nonché allievo Richard Ducros, per sassofono baritono e sintetizzatore, ispirato e dedicato al grande jazzista Stan Getz.
Il terzo, composto nel 2007, e ancora poco conosciuto, è "Xyl-Balafon 2", un vero e proprio tour de force di tutte le tecniche possibili sul sassofono contralto. Esso è dedicato a William Street e amplia la concezione di base di "Balafon": respirazione circolare con slaps, multifonici, multifonici ribattuti, oltre a un considerevole sforzo virtuosistico.
Il quarto, definito da Lauba "étude de style", si ispira a una famosa composizione per sassofono ed orchestra, il "Concerto per sax alto" del russo Aleksandr Glazounov, e si chiama "Cadence du Concerto pour saxophone et orchestre à cordes de Glazounov"
Il quinto, "Mist", è stato composto da Lauba per sax alto e clarinetto basso, o per tenore e baritono, ed è stato dedicato ai sassofonisti Richard Ducros e Oliver Sliepen.
Il sesto, "Worksong",affonda le radici nella consolidata esperienza del ciclo di "Balafon", ed è dedicato al grande sassofonista statunitense Doug O' Connor.
Più recentemente Lauba ha composto altri cinque studi. Il 16°, "Kabuki", è per sax soprano ed è stato dedicato al grande sassofonista francese Claude Delangle. Il 17°, "Clouds", è per sax alto e nastro, dedicato al pioniere ed innovatore Nicolas Prost. Il 18° "Partyta", è dedicato al sassofonista Lars Mlekusch, per sax soprano. Il 19°, "Arak", è composto per sax soprano e dedicato a Jeffrey Vickers. Il 20°, "Twins", è stato composto per due sax baritoni, nello specifico, al baritonista M° Damien Royannais, e Eric Devallon.